# Le Verdict (film, 1982)
Pour les articles homonymes, voir Verdict (homonymie).
Pour plus de détails, voir Fiche technique et Distribution.
Le Verdict (The Verdict) est un film de procès américain réalisé par Sidney Lumet, sorti en 1982. Il s'agit d'une adaptation du roman The Verdict de Barry Reed (en)

## Synopsis
Frank Galvin, un avocat américain déchu à la suite d'une affaire judiciaire qui a mal tourné, a trouvé refuge dans l'alcool faute de clients. Jusqu'au jour où son vieil ami et partenaire, Mickey Morrissey, lui propose de briser cette mauvaise passe en s'occupant d'un dossier pénal facile, qui s'oriente vers une transaction à l'amiable.
À cause d'une erreur d'anesthésie, Deborah Ann Kaye, une jeune femme entrée à l'hôpital Sainte-Catherine de Boston pour y accoucher, a sombré dans un coma profond dont elle ne sortira pas. Sa sœur et son beau-frère, bouleversés, ne cherchent pas à poursuivre les médecins coupables de cette erreur médicale et souhaitent seulement une indemnisation. La mission de Galvin semble simple : il doit négocier la transaction et accepter le chèque de 210 000 dollars de l'Archevêché de Boston, qui n'est autre que l'administrateur de l'hôpital incriminé.
Face à l'étouffement de cette affaire dont il est l'un des acteurs, Frank Galvin décide de saisir cette occasion pour remonter la pente, retrouver sa dignité et redorer son image d'avocat déchu. Il refuse les dédommagements de l'Archevêché, espérant plus lors d'un procès et décide donc de traîner en justice l'hôpital et le principal accusé, le docteur Towler.
Mais Towler est défendu par le cabinet d'avocats dirigé par Ed Concannon, un homme de loi coriace, bien secondé et sans scrupules. En effet, Concannon et son équipe n'hésitent pas à recourir à diverses pressions sur les possibles témoins de cette affaire, afin de sécuriser les intérêts de leur client. Ainsi, l'équipe de Concannon rétribue par exemple une jeune femme, Laura Fischer, pour séduire Frank Galvin afin de recueillir les éléments du dossier sur lequel travaille la partie adverse.
Malgré les obstacles placés sur sa route, Frank  Galvin ira jusqu'au bout et gagnera in extremis ce procès mal engagé. Le jury, ayant finalement perçu de quel côté se trouvait la justice, est convaincu par la plaidoirie de Galvin et par le témoignage-surprise d'un protagoniste de l'affaire, que Galvin fait comparaître à la barre des témoins au dernier moment. Il redevient alors un avocat respecté aux yeux de ses pairs.

## Fiche technique
Sauf indication contraire, les informations mentionnées dans cette section peuvent être confirmées par la base de données cinématographiques IMDb,  présente dans la section « Liens externes ».
- Titre original : The Verdict
- Titre français : Le Verdict
- Réalisation : Sidney Lumet
- Scénario : David Mamet et Barry Reed (en), d'après le roman du même nom de Barry Reed (en)
- Musique : Johnny Mandel
- Photographie : Andrzej Bartkowiak
- Montage : Peter C. Frank (de)
- Décors : Edward Pisoni
- Costumes : Anna Hill Johnstone
- Production : Richard D. Zanuck et David Brown
- Société de production : Twentieth Century Fox
- Genre : drame, film de procès
- Pays de production :  États-Unis
- Langue originale : anglais
- Format : Couleur - 1.85:1 - 35 mm - son monophonique
- Durée : 129 minutes
- Dates de sortie :
  - États-Unis : 8 décembre 1982
  - France : 14 février 1983

## Distribution
- Paul Newman (VF : Marc Cassot) : Frank Galvin
- Charlotte Rampling (VF : elle-même) : Laura Fisher
- Jack Warden (VF : Philippe Dumat) : Michael Morrisset
- James Mason (VF : Georges Aminel) : Ed Concannon
- Milo O'Shea (VF : Roger Carel) : le juge Hoyle
- Lindsay Crouse (VF : Marie-Christine Darah) : Kathleen Costello
- Ed Binns (VF : Jean-Claude Michel) : l'évêque Brody
- Julie Bovasso (VF : Paule Emanuele) : Maureen Rooney
- Roxanne Hart (VF : Catherine Lafond) : Sally Doughney
- James Handy (VF : Bernard Murat) : Kevin Doughney
- Wesley Addy (VF : Roland Ménard) : le docteur Towler
- Joe Seneca (VF : Robert Liensol) : le docteur Thompson
- Lewis J. Stadlen (en) (VF : Mario Santini) : le docteur Grubber
- Kent Broadhurst (VF : Jean-Pierre Leroux) : Joseph Alito
- Colin Stinton : Billy
- Bruce Willis : un spectateur du procès
- Tobin Bell : un spectateur du procès

## Production

### Genèse et développement
Les droits du roman sont acquis par les équipes de Richard D. Zanuck et David Brown. De nombreux acteurs exprimeront de l'intérêt pour le projet, dont Roy Scheider, William Holden, Frank Sinatra, Cary Grant ou encore Dustin Hoffman. Arthur Hiller est initialement attaché au poste de réalisateur alors que David Mamet est engagé comme scénariste.
Bien qu'intitulé The Verdict, le scénario final original de David Mamet ne contient de scène de verdict. Le producteur Richard D. Zanuck pense alors que le titre devrait être The Verdict?. Sidney Lumet convaincra finalement le scénariste d'ajouter le verdict comme troisième acte du film.

### Choix des interprètes
Robert Redford devait d'abord jouer le rôle de Frank Galvin. Lorsque le scénariste David Mamet a présenté son synopsis, Redford n'a pas été très à l'aise pour interpréter le rôle d'un alcoolique, et un autre scénariste a été engagé pour écrire un autre projet. Cependant, Redford, souhaitant modifier le scénario, n'a pas été retenu. Le réalisateur Sidney Lumet a gardé le projet initial et Paul Newman a accepté de jouer le rôle de Galvin.
Les acteurs Dustin Hoffman, Roy Scheider, Frank Sinatra et Cary Grant ont un temps été pressentis pour jouer dans le film. L'actrice Julie Christie a été approchée pour jouer le rôle de Laura Fisher, qui fut finalement interprété par Charlotte Rampling.
Deux acteurs de la distribution, Jack Warden et Ed Binns, ont joué dans le film Douze hommes en colère (1957) où ils interprétaient les jurés no 6 et 7. Ce film a également été réalisé par Sidney Lumet.
On peut apercevoir dans le film l'acteur Bruce Willis à ses débuts, dans le rôle d'un observateur durant le procès (notamment dans la plaidoirie finale de Galvin, à droite de Tobin Bell, lui aussi jeune acteur à l'époque) derrière le mari et la sœur de la femme dans le coma.

### Tournage
Le film a été tourné en grande partie à Boston (South Boston, South Station, capitole de l'État du Massachusetts, tribunal du comté de Suffolk) mais également à New York (Manhattan, université Fordham, Kaufman Astoria Studios) et à Toronto. Le tournage a duré quarante-trois jours et s'est achevé une semaine avant la date prévue.

## Accueil

### Critique
Sur le site agrégateur de critiques Rotten Tomatoes, le film obtient un score de 89 % d'avis favorables, sur la base de 37 critiques collectées et une note moyenne de 7,8/10 ; le consensus du site indique : « Paul Newman est au sommet de ses forces en tant qu'avocat qui n'a jamais été à la hauteur de son plein potentiel dans [Le Verdict], soutenu par le scénario crépitant de David Mamet et la direction confiante de Sidney Lumet ». Sur Metacritic, le film obtient un note moyenne pondérée de 77 sur 100, sur la base de 17 critiques collectées ; le consensus du site indique : « Avis généralement favorables ».
En juin 2006, le film est classé au 75e rang de la liste AFI's 100 Years... 100 Cheers de l'American Film Institute. En juin 2008, l'American Film Institute classe le film à la 4e place des 10 meilleurs films de procès. En novembre 2008, le magazine Empire le classe à la 254e place des « 500 meilleurs films de tous les temps ».

### Box-office
Aux États-Unis, le film a totalisé 53 977 250 $ de recettes au box-office, ce qui en fait le 11e plus gros succès de l'année 1982.
Il s'agit du plus gros succès du réalisateur Sidney Lumet au box-office américain.

## Distinctions
Source : Internet Movie Database

### Récompenses
- National Board of Review Awards 1982 : prix Top Ten Films et prix du meilleur réalisateur pour Sidney Lumet.
- David di Donatello 1983 : prix du meilleur acteur étranger pour Paul Newman.

### Nominations
- Oscars 1983 : nominations aux Oscars du meilleur film, meilleur acteur pour Paul Newman, meilleur acteur dans un second rôle pour James Mason, meilleur réalisateur pour Sidney Lumet et meilleur scénario adapté pour David Mamet.
- Golden Globes 1983 : nominations aux Golden Globes du meilleur film dramatique, meilleure réalisation, meilleur acteur dans un film dramatique pour Paul Newman, meilleur acteur dans un second rôle pour James Mason et meilleur scénario pour David Mamet.